# Basterotia corbuloidea
Basterotia corbuloidea är en musselart som beskrevs av Dall 1899. Basterotia corbuloidea ingår i släktet Basterotia och familjen Sportellidae. Inga underarter finns listade i Catalogue of Life.